# Fiverr
Fiverr is een internationaal actieve Israëlische online marktplaats voor freelancediensten. Fiverr brengt freelancers (verkopers) in contact met mensen of bedrijven die op zoek zijn naar diensten. Fiverr ontleent zijn naam aan de vraagprijs van $ 5 die bij de oprichting van het bedrijf gold voor alle taken op het platform. Tegenwoordig vragen veel verkopers echter meer en is $ 5 niet meer de maximumprijs voor aangeboden diensten.
De dienstadvertenties op Fiverr worden als divers beschreven, variërend van "ontvang een goed ontworpen visitekaartje voor u of uw bedrijf" tot "hulp met HTML, JavaScript, CSS en jQuery programmeren". De bestbetaalde banen op Fiverr zijn onder andere websiteontwerper, social media manager, proeflezer, copywriter en cv-schrijver. Freelancers werken op verschillende werkplekken. Het platform is wereldwijd actief en er zijn freelancers en bedrijven actief in ongeveer 160 landen. Fiverr werd in 2019 genoteerd op de New York Stock Exchange.

## Geschiedenis

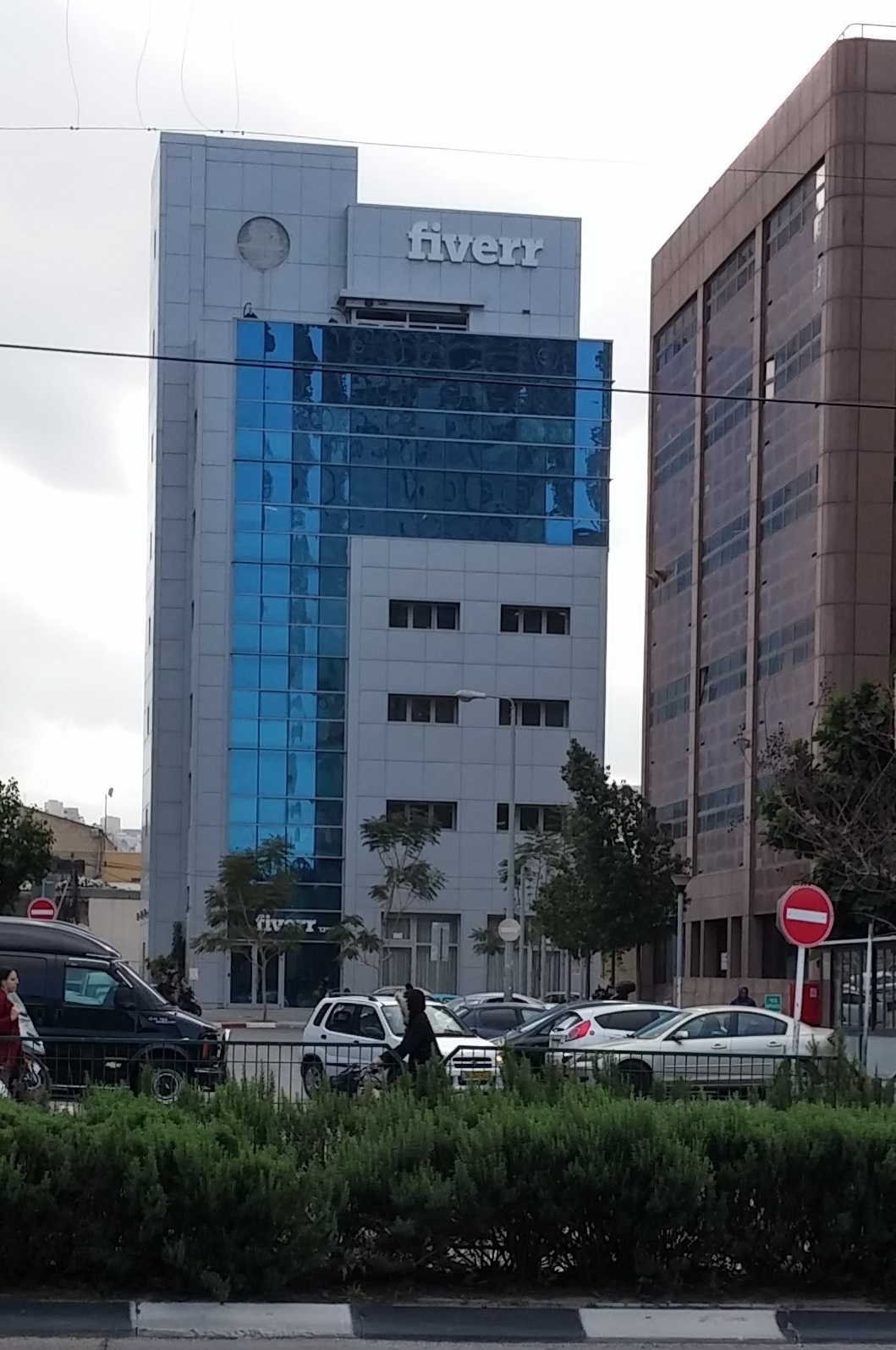
Het voormalige hoofdkantoor van Fiverr in Tel Aviv

Fiverr werd opgericht door Micha Kaufman en Shai Wininger. De oprichters bedachten het concept van een online advertentieplatform dat een tweezijdige markt zou vormen waar mensen verschillende diensten kunnen kopen en verkopen die door freelancers worden aangeboden. De diensten die op de site worden aangeboden zijn onder meer schrijven, vertalen, grafisch ontwerp, videobewerking en programmeren. De diensten op Fiverr beginnen qua prijsgeving bij 5 dollar en kunnen oplopen tot duizenden dollars.
In december 2013 bracht Fiverr zijn iOS-app uit in de App Store en in maart 2014 publiceerde het bedrijf ook zijn Android-app in de Google Play Store.
In oktober 2015 startte Amazon.com een juridische procedure tegen 1.114 Fiverr-verkopers die volgens Amazon neprecensies plaatsten op de Amerikaanse versie van haar website. Fiverr betwistte de beschuldigingen van Amazon niet en verklaarde nouw samengewerkt te hebben om diensten te verwijderen die hun gebruiksvoorwaarden schendden. Verder verklaarde Fiverr snel te hebben gereageerd op meldingen van ongepaste inhoud.  Amazon heeft na een undercoveroperatie om bewijs te verzamelen een rechtszaak aangespannen.
In november 2015 maakte Fiverr bekend dat het 60 miljoen Amerikaanse dollars had opgehaald in een financieringsronde geleid door Square Peg Capital. Deze ronde bracht hun totale financiering tot nu toe op 110 miljoen Amerikaanse dollars.
Op 18 februari 2021 rapporteerde het bedrijf $189,5 miljoen aan inkomsten voor het fiscale jaar 2020, een stijging van 77% ten opzichte van het voorgaande fiscale jaar (2019) waarin $107,1 miljoen aan inkomsten gerapporteerd was.

## Producten en diensten
Fiverr Business, gelanceerd in 2020, helpt teams bij grotere bedrijven bij het beheren van hun workflows met freelancers en externe werknemers.
In 2020 lanceerde Fiverr ook de tool Logo Maker, een tool op basis van kunstmatige intelligentie die gebruikt word voor het ontwerpen van bedrijfslogo's.

## Overnames
In 2017 nam Fiverr de marktplaats VeedMe over. Deze marktplaats is bedoelt voor het adverteren van diensten omterent videocreatie en videobewerking.
In januari 2018 werd AND.CO, "maker van software voor freelancers", overgenomen door Fiverr. CEO Micha Kaufman zei destijds dat veel van AND.CO's mogelijkheden, zoals facturering, al aanwezig zijn in de Fiverr-marktplaats, maar dat het overgrote deel van de werkzaamheden offline plaatsvindt - en Fiverr wil die offline relaties mogelijk maken. AND.CO werd in 2021 omgedoopt naar Fiverr Workspace.
In februari 2019 nam Fiverr het contentmarketingplatform ClearVoice over, dat in 2014 werd opgericht.
In augustus 2020 nam Fiverr SLT Consulting over, een digitaal reclamebureau dat gespecialiseerd is in social media marketing, zoekmachineoptimalisatie (SEO) en merk/contentmarketing. Het bureau werd opgericht door Sharon Lee Thony, die zijn bedrijf opbouwde met behulp van Fiverr.
In februari 2021 nam Fiverr de creatieve marktplaats Working Not Working over.
In oktober 2021 nam Fiverr het cursusplatform CreativeLive over.
In november 2021 nam Fiverr het freelance managementplatform Stoke Talent over voor $95 miljoen.

## Initiatieven voor stichtingen en non-profitorganisaties
In december 2024 introduceerde Fiverr haar eerste Nonprofit Hub om het toenemende aantal non-profitorganisaties te ondersteunen in hun start. Dit initiatief biedt geregistreerde non-profitorganisaties $ 50 aan Fiverr-tegoed aan om mee te beginnen op het platform, met een extra bonustegoed van $50 voor iedere $ 500 die ze zelf op het platform besteden. Het includeert ook kortingen op externe tools zoals de Adobe Suite en WordPress.
De Nonprofit Hub brengt organisaties in contact met door Fiverr geverifieerde freelancers met ervaring in de non-profit sector en biedt educatieve materialen, waaronder handleidingen en cursusen over onder anderen fondsenwervingsstrategieën. Uit onderzoek van Fiverr is gebleken dat meer dan de helft van de non-profitorganisaties regelmatig last heeft van burn-outs bij hun werknemers, en 81% gaf aan dat het inzetten freelancers een positieve invloed heeft op het aanpassingsvermogen van hun organisatie aan nieuwe eisen en uitdagingen.

## Kritiek
In 2017 werd Fiverr bekritiseerd vanwege het toestaan van advertenties waarin ongezonde leefwijzen en excessen in werkethiek werden afgeschilderd als idealen om als persoon naar te leven. Het bedrijf is ook bekritiseerd omdat het freelance-arbeid onderwaardeert en ten kosten van de aanbieders op het platform de prijzen voor diensten zo laag mogelijk probeert te houden.